# Анопсия
Анопсия или анопия — дефект визуальных полей. Если дефект лишь частичный , тогда часть поля с дефектом может быть использована для изоляции вызвавшей причины.
Типы частичной анопсии:
- Гемианопсия
  - Гомонимная гемианопсия
  - Гетеронимная гемианопсия
    - Биназальная гемианопсия
    - Битемпоральная гемианопсия

  - Верхняя гемианопия
  - Нижняя гемианопия
- Квадрантанопия